# Oiketicoides febretta
Oiketicoides febretta é uma espécie de insetos lepidópteros, mais especificamente de traças, pertencente à família Psychidae.
A autoridade científica da espécie é Boyer de Fonscolombe, tendo sido descrita no ano de 1835.
Trata-se de uma espécie presente no território português.